# Élections législatives de 1988 dans le Pas-de-Calais
Les élections législatives françaises de 1988 se déroulent les 5 et 12 juin 1988. Dans le département du Pas-de-Calais, quatorze députés sont à élire dans le cadre de quatorze circonscriptions.

## Élus
| Circonscription | Député sortant        | Parti                 | Parti                 | Député élu ou réélu    | Parti | Parti     |
| --------------- | --------------------- | --------------------- | --------------------- | ---------------------- | ----- | --------- |
| 1re             | Scrutin proportionnel | Scrutin proportionnel | Scrutin proportionnel | Jean-Pierre Defontaine |       | MRG       |
| 2e              | Scrutin proportionnel | Scrutin proportionnel | Scrutin proportionnel | André Delehedde        |       | PS        |
| 3e              | Scrutin proportionnel | Scrutin proportionnel | Scrutin proportionnel | Philippe Vasseur       |       | UDF (PR)  |
| 4e              | Scrutin proportionnel | Scrutin proportionnel | Scrutin proportionnel | Léonce Deprez          |       | UDF (PSD) |
| 5e              | Scrutin proportionnel | Scrutin proportionnel | Scrutin proportionnel | Guy Lengagne           |       | PS        |
| 6e              | Scrutin proportionnel | Scrutin proportionnel | Scrutin proportionnel | Dominique Dupilet      |       | PS        |
| 7e              | Scrutin proportionnel | Scrutin proportionnel | Scrutin proportionnel | André Capet            |       | PS        |
| 8e              | Scrutin proportionnel | Scrutin proportionnel | Scrutin proportionnel | Roland Huguet          |       | PS        |
| 9e              | Scrutin proportionnel | Scrutin proportionnel | Scrutin proportionnel | Jacques Mellick        |       | PS        |
| 10e             | Scrutin proportionnel | Scrutin proportionnel | Scrutin proportionnel | Marcel Wacheux         |       | PS        |
| 11e             | Scrutin proportionnel | Scrutin proportionnel | Scrutin proportionnel | Noël Josèphe           |       | PS        |
| 12e             | Scrutin proportionnel | Scrutin proportionnel | Scrutin proportionnel | Jean-Pierre Kucheida   |       | PS        |
| 13e             | Scrutin proportionnel | Scrutin proportionnel | Scrutin proportionnel | Jean-Claude Bois       |       | PS        |
| 14e             | Scrutin proportionnel | Scrutin proportionnel | Scrutin proportionnel | Albert Facon           |       | PS        |

## Positionnement des partis
L'UDF et le RPR se présentent unis sous l'étiquette « Union du Rassemblement et du Centre » tandis que les candidats du Parti socialiste se rangent sous la bannière de la « Majorité présidentielle pour la France unie », slogan de la campagne présidentielle de François Mitterrand.

## Résultats

### Résultats à l'échelle du département
| Parti          | Parti                                       | Premier tour | Premier tour | Second tour | Second tour | Sièges |
| Parti          | Parti                                       | Voix         | %            | Voix        | %           | Sièges |
| -------------- | ------------------------------------------- | ------------ | ------------ | ----------- | ----------- | ------ |
|                | Parti socialiste                            | 305 399      | 44,38        | 263 519     | 58,14       | 11     |
|                | Mouvement des radicaux de gauche            | 25 056       | 3,64         | 30 991      | 6,84        | 1      |
|                | La France unie                              | 330 455      | 48,02        | 294 510     | 64,98       | 12     |
|                |                                             |              |              |             |             |        |
|                | Rassemblement pour la République            | 93 646       | 13,61        | 64 627      | 14,26       | 0      |
|                | Union pour la démocratie française          | 93 246       | 13,55        | 94 129      | 20,77       | 2      |
|                | Centre national des indépendants et paysans | 5 320        | 0,77         |             |             | 0      |
|                | Union du Rassemblement et du Centre         | 192 212      | 27,93        | 158 756     | 35,02       | 2      |
|                |                                             |              |              |             |             |        |
|                | Parti communiste français                   | 114 594      | 16,65        | Retrait     | Retrait     | 0      |
|                | Front national                              | 47 113       | 6,85         |             |             | 0      |
|                | Extrême droite                              | 3 844        | 0,56         | 0           |             |        |
|                |                                             |              |              |             |             |        |
| Inscrits       | Inscrits                                    | 985 948      | 100,00       | 705 789     | 100,00      | 14     |
| Abstentions    | Abstentions                                 | 279 218      | 28,32        | 210 464     | 29,82       |        |
| Votants        | Votants                                     | 706 730      | 71,68        | 495 325     | 70,18       |        |
| Blancs et nuls | Blancs et nuls                              | 18 512       | 2,62         | 42 059      | 8,49        |        |
| Exprimés       | Exprimés                                    | 688 218      | 97,38        | 453 266     | 91,51       |        |

### Résultats par circonscription

#### Première circonscription (Arras-Bapaume)
| Candidat       | Candidat                   | Parti          | Premier tour | Premier tour | Second tour | Second tour |  |
| Candidat       | Candidat                   | Parti          | Voix         | %            | Voix        | %           |  |
| -------------- | -------------------------- | -------------- | ------------ | ------------ | ----------- | ----------- |  |
|                | Jean-Pierre Defontaine élu | MRG (PS)       | 25 054       | 46,08        | 30 991      | 53,34       |  |
|                | Jean-Paul Delevoye sortant | RPR (URC)      | 22 118       | 40,68        | 27 105      | 46,66       |  |
|                | Pierre Level               | FN             | 3 734        | 6,87         |             |             |  |
|                | Jean Baland                | PCF            | 3 460        | 6,36         |             |             |  |
|                |                            |                |              |              |             |             |  |
| Inscrits       | Inscrits                   | Inscrits       | 73 997       | 100,00       | 73 986      | 100,00      |  |
| Abstentions    | Abstentions                | Abstentions    | 18 394       | 24,86        | 14 443      | 19,52       |  |
| Votants        | Votants                    | Votants        | 55 603       | 75,14        | 59 543      | 80,48       |  |
| Blancs et nuls | Blancs et nuls             | Blancs et nuls | 1 237        | 2,22         | 1 447       | 2,43        |  |
| Exprimés       | Exprimés                   | Exprimés       | 54 366       | 97,78        | 58 096      | 97,57       |  |

#### Deuxième circonscription (Arras-Nord)
| Candidat       | Candidat                                 | Parti           | Premier tour | Premier tour | Second tour | Second tour |  |
| Candidat       | Candidat                                 | Parti           | Voix         | %            | Voix        | %           |  |
| -------------- | ---------------------------------------- | --------------- | ------------ | ------------ | ----------- | ----------- |  |
|                | André Delehedde sortant réélu            | PS              | 20 478       | 43,71        | 29 279      | 59,81       |  |
|                | Jean-Marie Vanlerenberghe                | UDF (CDS) (URC) | 14 465       | 30,88        | 19 675      | 40,19       |  |
|                | Martial Stienne                          | PCF             | 7 700        | 16,44        |             |             |  |
|                | François Porteu de La Morandière sortant | FN              | 4 206        | 8,98         |             |             |  |
|                |                                          |                 |              |              |             |             |  |
| Inscrits       | Inscrits                                 | Inscrits        | 66 214       | 100,00       | 66 207      | 100,00      |  |
| Abstentions    | Abstentions                              | Abstentions     | 18 177       | 27,45        | 15 577      | 23,53       |  |
| Votants        | Votants                                  | Votants         | 48 037       | 72,55        | 50 630      | 76,47       |  |
| Blancs et nuls | Blancs et nuls                           | Blancs et nuls  | 1 188        | 2,47         | 1 676       | 3,31        |  |
| Exprimés       | Exprimés                                 | Exprimés        | 46 849       | 97,53        | 48 954      | 96,69       |  |

#### Troisième  circonscription (Fruges)
| Candidat       | Candidat                       | Parti          | Premier tour | Premier tour | Second tour | Second tour |  |
| Candidat       | Candidat                       | Parti          | Voix         | %            | Voix        | %           |  |
| -------------- | ------------------------------ | -------------- | ------------ | ------------ | ----------- | ----------- |  |
|                | Michel Sergent                 | PS             | 22 920       | 42,74        | 28 554      | 49,58       |  |
|                | Philippe Vasseur sortant réélu | UDF (PR) (URC) | 19 193       | 35,79        | 29 042      | 50,42       |  |
|                | Jacques Hersant sortant        | CNIP (URC)     | 5 320        | 9,92         |             |             |  |
|                | Luc Jouret                     | PCF            | 3 344        | 6,24         |             |             |  |
|                | Véronique Chabot de Murat      | FN             | 2 848        | 5,31         |             |             |  |
|                |                                |                |              |              |             |             |  |
| Inscrits       | Inscrits                       | Inscrits       | 67 511       | 100,00       | 67 509      | 100,00      |  |
| Abstentions    | Abstentions                    | Abstentions    | 12 779       | 18,93        | 8 782       | 13,01       |  |
| Votants        | Votants                        | Votants        | 54 732       | 81,07        | 58 727      | 86,99       |  |
| Blancs et nuls | Blancs et nuls                 | Blancs et nuls | 1 107        | 2,02         | 1 131       | 1,93        |  |
| Exprimés       | Exprimés                       | Exprimés       | 53 625       | 97,98        | 57 596      | 98,07       |  |

#### Quatrième circonscription (Montreuil)
| Candidat       | Candidat                    | Parti           | Premier tour | Premier tour | Second tour | Second tour |  |
| Candidat       | Candidat                    | Parti           | Voix         | %            | Voix        | %           |  |
| -------------- | --------------------------- | --------------- | ------------ | ------------ | ----------- | ----------- |  |
|                | Léonce Deprez sortant réélu | UDF (PSD) (URC) | 24 220       | 47,79        | 29 566      | 53,3        |  |
|                | Claude Wilquin              | PS              | 20 441       | 40,34        | 25 905      | 46,7        |  |
|                | Paul Dumont                 | PCF             | 4 522        | 8,92         |             |             |  |
|                | Guy Cannie                  | Extrême droite  | 1 495        | 2,95         |             |             |  |
|                |                             |                 |              |              |             |             |  |
| Inscrits       | Inscrits                    | Inscrits        | 69 466       | 100,00       | 69 465      | 100,00      |  |
| Abstentions    | Abstentions                 | Abstentions     | 17 577       | 25,3         | 12 667      | 18,24       |  |
| Votants        | Votants                     | Votants         | 51 889       | 74,7         | 56 798      | 81,76       |  |
| Blancs et nuls | Blancs et nuls              | Blancs et nuls  | 1 211        | 2,33         | 1 327       | 2,34        |  |
| Exprimés       | Exprimés                    | Exprimés        | 50 678       | 97,67        | 55 471      | 97,66       |  |

#### Cinquième circonscription (Boulogne-sur-Mer)
| Candidat       | Candidat                   | Parti           | Premier tour | Premier tour | Second tour | Second tour |  |
| Candidat       | Candidat                   | Parti           | Voix         | %            | Voix        | %           |  |
| -------------- | -------------------------- | --------------- | ------------ | ------------ | ----------- | ----------- |  |
|                | Guy Lengagne sortant réélu | PS              | 17 207       | 45,04        | 23 550      | 59,78       |  |
|                | Jean-Pierre Pont           | UDF (CDS) (URC) | 10 758       | 28,16        | 15 846      | 40,22       |  |
|                | Francis Defrance           | PCF             | 6 691        | 17,51        |             |             |  |
|                | Bernard Coulbeuf           | FN              | 3 546        | 9,28         |             |             |  |
|                |                            |                 |              |              |             |             |  |
| Inscrits       | Inscrits                   | Inscrits        | 59 719       | 100,00       | 59 708      | 100,00      |  |
| Abstentions    | Abstentions                | Abstentions     | 20 392       | 34,15        | 18 616      | 31,18       |  |
| Votants        | Votants                    | Votants         | 39 327       | 65,85        | 41 092      | 68,82       |  |
| Blancs et nuls | Blancs et nuls             | Blancs et nuls  | 1 125        | 2,86         | 1 696       | 4,13        |  |
| Exprimés       | Exprimés                   | Exprimés        | 38 202       | 97,14        | 39 396      | 95,87       |  |

#### Sixième circonscription (Guînes)
| Candidat       | Candidat              | Parti          | Premier tour | Premier tour | Second tour | Second tour |  |
| Candidat       | Candidat              | Parti          | Voix         | %            | Voix        | %           |  |
| -------------- | --------------------- | -------------- | ------------ | ------------ | ----------- | ----------- |  |
|                | Dominique Dupilet élu | PS             | 21 514       | 49,06        | 27 621      | 61,28       |  |
|                | Claude Demassieux     | RPR (URC)      | 13 475       | 30,73        | 17 449      | 38,72       |  |
|                | Michel Sajot          | PCF            | 5 611        | 12,8         |             |             |  |
|                | Jérôme Follet         | FN             | 3 250        | 7,41         |             |             |  |
|                |                       |                |              |              |             |             |  |
| Inscrits       | Inscrits              | Inscrits       | 66 484       | 100,00       | 66 481      | 100,00      |  |
| Abstentions    | Abstentions           | Abstentions    | 21 411       | 32,2         | 19 785      | 29,76       |  |
| Votants        | Votants               | Votants        | 45 073       | 67,8         | 46 696      | 70,24       |  |
| Blancs et nuls | Blancs et nuls        | Blancs et nuls | 1 223        | 2,71         | 1 626       | 3,48        |  |
| Exprimés       | Exprimés              | Exprimés       | 43 850       | 97,29        | 45 070      | 96,52       |  |

#### Septième circonscription (Calais)
| Candidat       | Candidat                    | Parti          | Premier tour | Premier tour | Second tour | Second tour |  |
| Candidat       | Candidat                    | Parti          | Voix         | %            | Voix        | %           |  |
| -------------- | --------------------------- | -------------- | ------------ | ------------ | ----------- | ----------- |  |
|                | André Capet élu             | PS             | 17 922       | 37,2         | 29 668      | 59,64       |  |
|                | Yvan Blot sortant           | RPR (URC)      | 17 637       | 36,61        | 20 073      | 40,36       |  |
|                | Jean-Jacques Barthe sortant | PCF            | 12 618       | 26,19        | Retrait     | Retrait     |  |
|                | Bernard Lelièvre            | diss. PS       | 2            | 0            |             |             |  |
|                |                             |                |              |              |             |             |  |
| Inscrits       | Inscrits                    | Inscrits       | 73 823       | 100,00       | 73 815      | 100,00      |  |
| Abstentions    | Abstentions                 | Abstentions    | 23 951       | 32,44        | 22 067      | 29,9        |  |
| Votants        | Votants                     | Votants        | 49 872       | 67,56        | 51 748      | 70,1        |  |
| Blancs et nuls | Blancs et nuls              | Blancs et nuls | 1 693        | 3,39         | 2 007       | 3,88        |  |
| Exprimés       | Exprimés                    | Exprimés       | 48 179       | 96,61        | 49 741      | 96,12       |  |

#### Huitième circonscription (Saint-Omer)
|                | Roland Huguet sortant réélu | PS             | 26 437 | 58,71  |  |  |  |
|                | Daniel Delecourt            | RPR (URC)      | 11 210 | 24,9   |  |  |  |
|                | Jacques Savary              | FN             | 2 954  | 6,56   |  |  |  |
|                | Jean-Pierre Fréalle         | Extrême droite | 2 349  | 5,22   |  |  |  |
|                | Alain Moncheaux             | PCF            | 2 078  | 4,61   |  |  |  |
|                |                             |                |        |        |  |  |  |
| Inscrits       | Inscrits                    | Inscrits       | 60 172 | 100,00 |  |  |  |
| Abstentions    | Abstentions                 | Abstentions    | 13 885 | 23,08  |  |  |  |
| Votants        | Votants                     | Votants        | 46 287 | 76,92  |  |  |  |
| Blancs et nuls | Blancs et nuls              | Blancs et nuls | 1 259  | 2,72   |  |  |  |
| Exprimés       | Exprimés                    | Exprimés       | 45 028 | 97,28  |  |  |  |

#### Neuvième circonscription (Béthune)
|                | Jacques Mellick sortant réélu | PS             | 30 869 | 57,46  |  |  |  |
|                | Jacques Pomart                | RPR (URC)      | 12 637 | 23,52  |  |  |  |
|                | Lucien Andries                | PCF            | 6 969  | 12,97  |  |  |  |
|                | Christian Piérard             | FN             | 3 245  | 6,04   |  |  |  |
|                |                               |                |        |        |  |  |  |
| Inscrits       | Inscrits                      | Inscrits       | 72 719 | 100,00 |  |  |  |
| Abstentions    | Abstentions                   | Abstentions    | 17 798 | 24,48  |  |  |  |
| Votants        | Votants                       | Votants        | 54 921 | 75,52  |  |  |  |
| Blancs et nuls | Blancs et nuls                | Blancs et nuls | 1 201  | 2,19   |  |  |  |
| Exprimés       | Exprimés                      | Exprimés       | 53 720 | 97,81  |  |  |  |

#### Dixième circonscription (Bruay-la-Buissière)
| Candidat       | Candidat                     | Parti           | Premier tour | Premier tour | Second tour | Second tour |  |
| Candidat       | Candidat                     | Parti           | Voix         | %            | Voix        | %           |  |
| -------------- | ---------------------------- | --------------- | ------------ | ------------ | ----------- | ----------- |  |
|                | Marcel Wacheux sortant réélu | PS              | 25 197       | 49,84        | 33 047      | 100,00      |  |
|                | Jean-Luc Bécart              | PCF             | 13 303       | 26,32        | Retrait     | Retrait     |  |
|                | Jean Dagouneau               | UDF (Rad) (URC) | 8 795        | 17,4         |             |             |  |
|                | Thierry Agard                | FN              | 3 256        | 6,44         |             |             |  |
|                |                              |                 |              |              |             |             |  |
| Inscrits       | Inscrits                     | Inscrits        | 74 130       | 100,00       | 74 130      | 100,00      |  |
| Abstentions    | Abstentions                  | Abstentions     | 22 082       | 29,79        | 32 115      | 43,32       |  |
| Votants        | Votants                      | Votants         | 52 048       | 70,21        | 42 015      | 56,68       |  |
| Blancs et nuls | Blancs et nuls               | Blancs et nuls  | 1 497        | 2,88         | 8 968       | 21,34       |  |
| Exprimés       | Exprimés                     | Exprimés        | 50 551       | 97,12        | 33 047      | 78,66       |  |

#### Onzième circonscription (Carvin)
| Candidat       | Candidat                   | Parti          | Premier tour | Premier tour | Second tour | Second tour |  |
| Candidat       | Candidat                   | Parti          | Voix         | %            | Voix        | %           |  |
| -------------- | -------------------------- | -------------- | ------------ | ------------ | ----------- | ----------- |  |
|                | Noël Josèphe sortant réélu | PS             | 28 088       | 48,37        | 37 383      | 100,00      |  |
|                | Rémy Auchedé sortant       | PCF            | 13 798       | 23,76        | Retrait     | Retrait     |  |
|                | André Bizoux               | RPR (URC)      | 6 433        | 11,08        |             |             |  |
|                | Julien Beauchamp           | FN             | 5 169        | 8,9          |             |             |  |
|                | Jean-Marie Calero          | UDF (PSD)      | 4 578        | 7,88         |             |             |  |
|                |                            |                |              |              |             |             |  |
| Inscrits       | Inscrits                   | Inscrits       | 83 227       | 100,00       | 83 225      | 100,00      |  |
| Abstentions    | Abstentions                | Abstentions    | 23 571       | 28,32        | 33 089      | 39,76       |  |
| Votants        | Votants                    | Votants        | 59 656       | 71,68        | 50 136      | 60,24       |  |
| Blancs et nuls | Blancs et nuls             | Blancs et nuls | 1 590        | 2,67         | 12 753      | 25,44       |  |
| Exprimés       | Exprimés                   | Exprimés       | 58 066       | 97,33        | 37 383      | 74,56       |  |

#### Douzième circonscription (Liévin)
|                | Jean-Pierre Kucheida sortant réélu | PS              | 30 006 | 57,58  |  |  |  |
|                | Jacques Robitail                   | PCF             | 11 954 | 22,94  |  |  |  |
|                | Hervé Leplat                       | UDF (PSD) (URC) | 6 099  | 11,7   |  |  |  |
|                | Paul Leveugle                      | FN              | 4 052  | 7,78   |  |  |  |
|                |                                    |                 |        |        |  |  |  |
| Inscrits       | Inscrits                           | Inscrits        | 75 857 | 100,00 |  |  |  |
| Abstentions    | Abstentions                        | Abstentions     | 22 211 | 29,28  |  |  |  |
| Votants        | Votants                            | Votants         | 53 646 | 70,72  |  |  |  |
| Blancs et nuls | Blancs et nuls                     | Blancs et nuls  | 1 535  | 2,86   |  |  |  |
| Exprimés       | Exprimés                           | Exprimés        | 52 111 | 97,14  |  |  |  |

#### Treizième circonscription (Lens)
|                | Jean-Claude Bois élu | PS             | 24 134 | 52,02  |  |  |  |
|                | Gilbert Rolos        | PCF            | 9 387  | 20,23  |  |  |  |
|                | Michel Roger         | UDF (CDS)      | 5 138  | 11,07  |  |  |  |
|                | Hubert Caffet        | FN             | 4 724  | 10,18  |  |  |  |
|                | Patrick Zehnder      | RPR (URC)      | 3 011  | 6,49   |  |  |  |
|                |                      |                |        |        |  |  |  |
| Inscrits       | Inscrits             | Inscrits       | 71 363 | 100,00 |  |  |  |
| Abstentions    | Abstentions          | Abstentions    | 23 565 | 33,02  |  |  |  |
| Votants        | Votants              | Votants        | 47 798 | 66,98  |  |  |  |
| Blancs et nuls | Blancs et nuls       | Blancs et nuls | 1 404  | 2,94   |  |  |  |
| Exprimés       | Exprimés             | Exprimés       | 46 394 | 97,06  |  |  |  |

#### Quatorzième circonscription (Hénin-Beaumont)
| Candidat       | Candidat         | Parti          | Premier tour | Premier tour | Second tour | Second tour |  |
| Candidat       | Candidat         | Parti          | Voix         | %            | Voix        | %           |  |
| -------------- | ---------------- | -------------- | ------------ | ------------ | ----------- | ----------- |  |
|                | Albert Facon élu | PS             | 20 186       | 43,32        | 28 512      | 100,00      |  |
|                | Yves Coquelle    | PCF            | 13 159       | 28,24        | Retrait     | Retrait     |  |
|                | Gérard Pignet    | RPR (URC)      | 7 125        | 15,29        |             |             |  |
|                | Raymond Demailly | FN             | 6 129        | 13,15        |             |             |  |
|                |                  |                |              |              |             |             |  |
| Inscrits       | Inscrits         | Inscrits       | 71 266       | 100,00       | 71 263      | 100,00      |  |
| Abstentions    | Abstentions      | Abstentions    | 23 425       | 32,87        | 33 323      | 46,76       |  |
| Votants        | Votants          | Votants        | 47 841       | 67,13        | 37 940      | 53,24       |  |
| Blancs et nuls | Blancs et nuls   | Blancs et nuls | 1 242        | 2,6          | 9 428       | 24,85       |  |
| Exprimés       | Exprimés         | Exprimés       | 46 599       | 97,4         | 28 512      | 75,15       |  |